# پروانه گورخری
پروانه گورخری (نام علمی: Colobura dirce) گونه‌ای پروانه از خانواده پروانه‌های فرچه‌پا است که در آمریکای مرکزی و بخش شمالی آمریکای جنوبی زندگی می‌کند.
زیستگاه پروانه گورخری در جنگل‌های اولیه و ثانویه در ارتفاع میان سطح دریا و حدود ۱۴۰۰ متر است اما در ارتفاعات کمتر از ۸۰۰ متر هم دیده می‌شود.
درازای بال جلوی پروانه گورخری حدود ۳۳ میلی‌متر است.
تخم‌هایی که پروانه گورخری می‌گذارد سفیدرنگ است و در گروه‌های دو تا ده تایی بر روی برگ درخت گذاشته می‌شوند. کرم جوان پروانه از برگ گونه‌های درخت موردار تغذیه می‌کند و زنجیره‌ای از فضولات خود را که با ریسمان‌هایی ابریشمین به هم پیوسته بر روی برگ‌ها به‌جا می‌گذارد که این ریسمان‌ها از کنارهٔ برگ‌ها هم بیرون می‌زند.

## رفتار
پروانه‌های گورخری برای کسانی که به مناطق نوگرمسیری سفر کرده‌اند پروانه‌ای آشنا است. این گونه پروانه معمولاً با سر به پایین در ارتفاع دو متری بر روی تنه درختان می‌نشیند و از ترک‌های تنه شیره و رطوبت می‌خورد.
در صورت نزدیک شدن به پروانه گورخری، این پروانه‌ها در بسیاری مواقع به سمت دیگر تنه می‌دوند و در صورت ادامه تعقیب، دوباره به سمت اول برمی‌گردند و تعقیب‌کننده را مجبور می‌کنند به دور درخت بدود.
پروانه گورخری به هنگام تغذیه از فرار به صورت پرواز کردن پرهیز دارد و اگر ناچار به پرواز شود به سرعت دوباره به خوراک خود بازمی‌گردد.

## نگارخانه

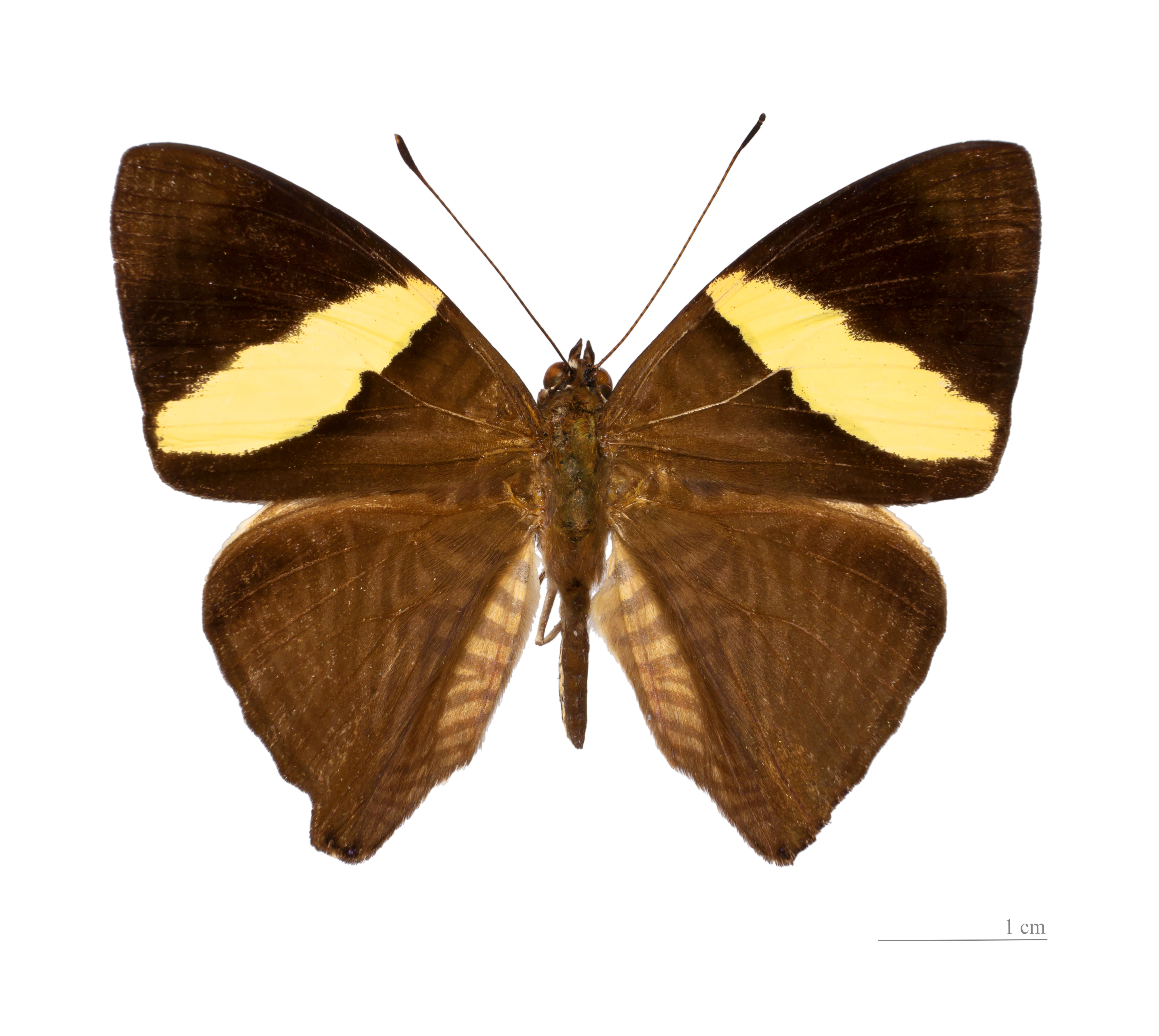
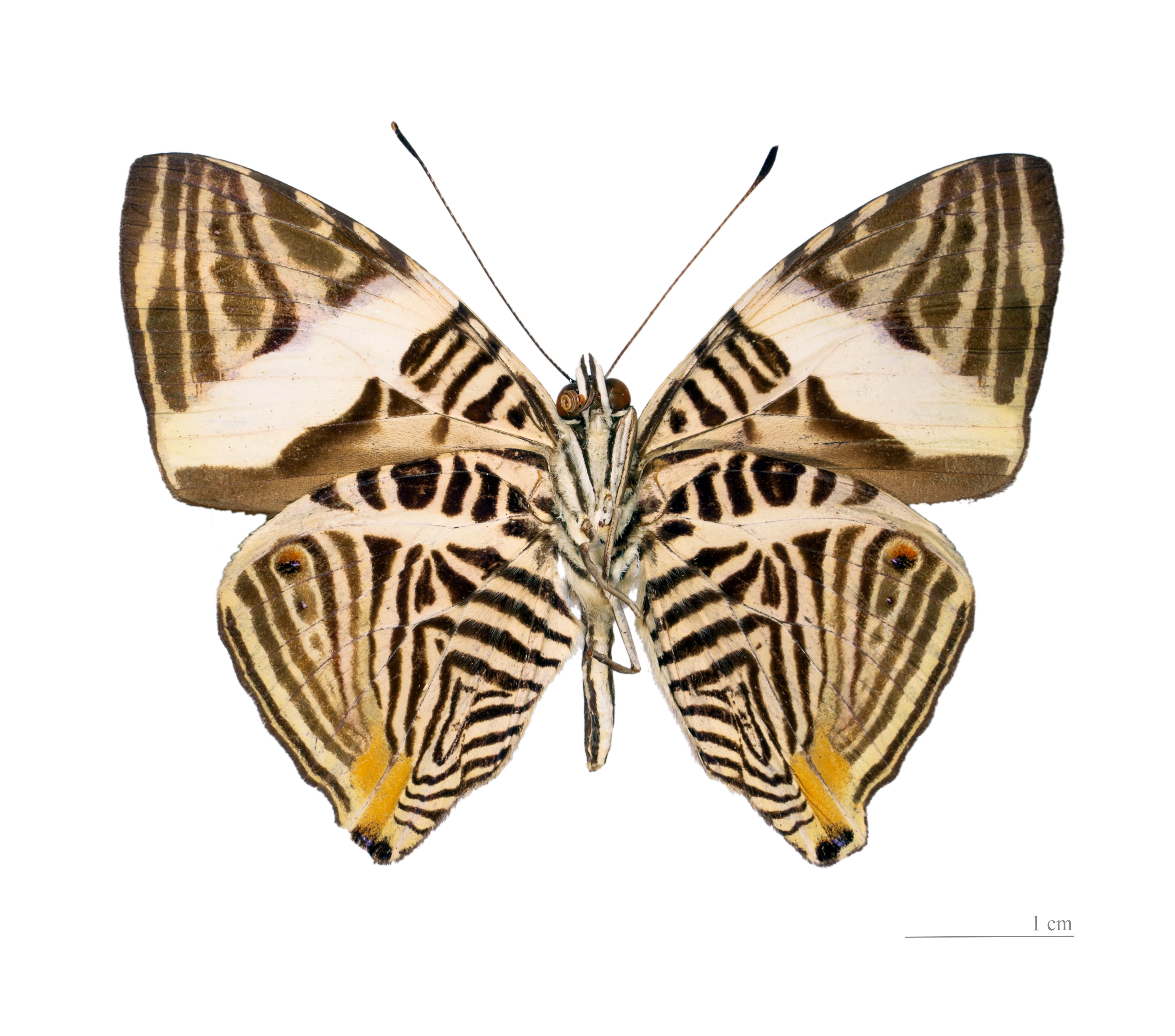

## زیرگونه‌ها
دو زیرگونه شناسایی‌شده:
- C. d. dirce (لینه، ۱۷۵۸)
- C. d. wolcotti (کامستاک،[۷] ۱۹۴۲)